# Lisbona (regione)
La regione statistica di Lisbona (in portoghese Região de Lisboa) è la più piccola benché la più densamente popolata delle regioni del Portogallo, con i suoi 2 661 850 abitanti (circa un quarto del Portogallo continentale) su 2 802 chilometri quadri.
Il suo capoluogo è Lisbona.
Essa è composta dal settore meridionale del distretto di Lisbona e da quello settentrionale del distretto di Setúbal.
Confina a nord con la regione Centro, a nord-est, est e sud con l'Alentejo e affaccia a ovest sull'Oceano Atlantico.

## Storia
La regione fu istituita nel 2002 per scorporo di quella parte della preesistente regione di Lisbona e Valle del Tago che fu conferita a Centro e Alentejo.
Quanto rimase divenne l'attuale regione.

## Sub-regioni statistiche
Comprende due subregioni statistiche:
- Grande Lisbona
- Penisola di Setúbal

## Comuni della regione di Lisbona
La regione di Lisbona comprende 18 comuni (5,8% del totale nazionale):
- Lisbona
- Alcochete
- Almada
- Amadora
- Barreiro
- Cascais
- Cascais
- Loures
- Mafra
- Moita
- Montijo
- Odivelas
- Oeiras
- Palmela
- Seixal
- Sesimbra
- Setúbal
- Sintra
- Vila Franca de Xira